# Головной вагон

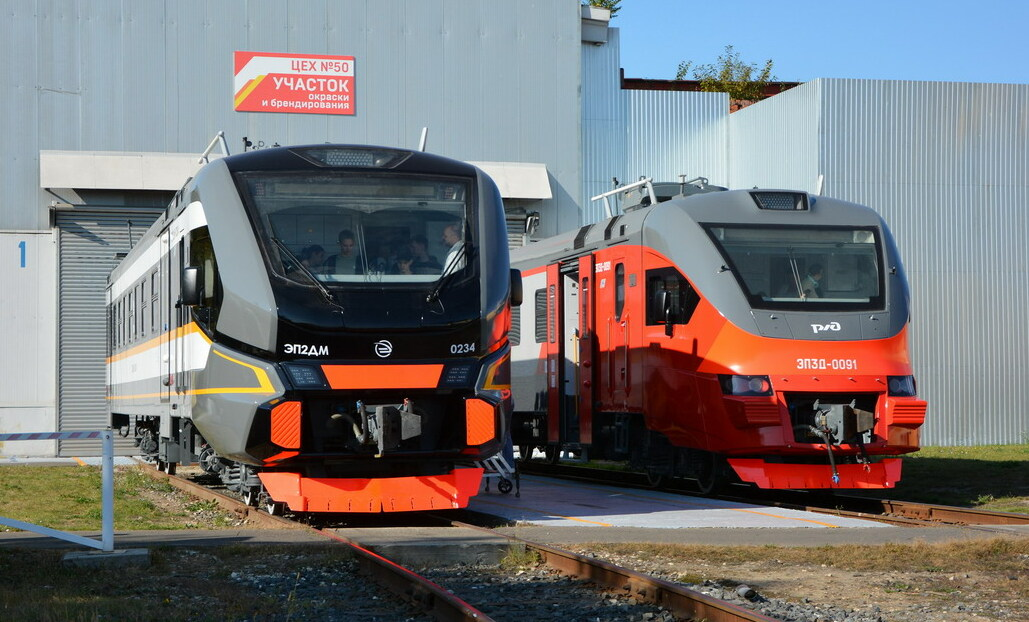
Головные вагоны электропоездов ЭП2ДМ и ЭП3Д

Головно́й ваго́н — вагон моторвагонного поезда или моторвагонной секции (электропоезда, дизель-поезда, турбопоезда) или челночного поезда локомотивной тяги типа «тяни-толкай», имеющий кабину или отсек с органами управления, с помощью которых машинист управляет поездом.
В отличие от локомотива, головной вагон поезда предназначен для использования только в моторвагонном подвижном составе или, как правило, не используется для вождения поездов других типов. Может быть как моторным, так и прицепным. На высокоскоростных электропоездах головной вагон имеет обтекаемую форму лобовой части.
Головной вагон, как правило, по конструкции отличается от промежуточных, однако существуют электропоезда, в которых кабину управления имели все вагоны, например, производившиеся в СССР вагоны метро до вагона Ем включительно.

## Головной вагон в электропоезде

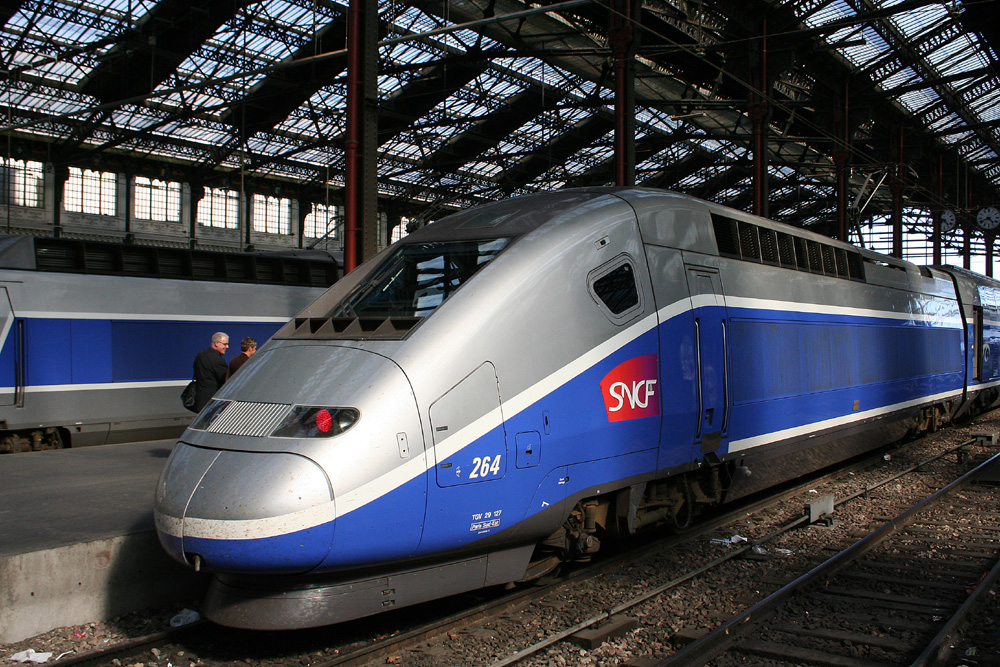
В головном вагоне TGV размещается тяговое электрооборудование вместо пассажирского салона

В головных вагонах электропоезда устанавливается, кроме оборудования прицепного вагона, ещё и кабина машиниста с органами управления. За счёт этого пассажирский салон вагона имеет меньшую вместимость, чем промежуточный.
В большинстве электропоездов, спроектированных и строившихся в СССР и России, головные вагоны не имеют полного комплекта оборудования, необходимого для автономной работы, а потому могут использоваться только в составе электросекций, состоящих из нескольких вагонов (в том числе моторного). Одно из исключений — ЭР22, в котором всё силовое электрооборудование было смонтировано в головном вагоне, являвшемся одновременно и моторным. Головные вагоны ЭР22 можно использовать и автономно. У других электропоездов, таких как «Ласточка» и «Сапсан» головные вагоны являются моторными, но при этом также не могут эксплуатироваться без прицепных, на которых находятся токоприёмники и первичное силовое оборудование. Также, обычно, в головных вагонах электропоездов находятся туалеты для пассажиров.
Существуют также электропоезда локомотивной тяги, у которых применяются головные моторные силовые вагоны локомотивного типа, известные также как тяговые головы. В них отсутствует пассажирский салон или места для почты и багажа, и кроме кабины машиниста имеется только машинное отделение с электрооборудованием. Технически данные вагоны представляют собой односторонние однокабинные электровозы, но при этом формально не классифицируются как полноценные локомотивы и как правило не имеют отдельного обозначения серии, поскольку они унифицированы с промежуточными вагонами по конструкции, дизайну и габаритам и предназначены только для совместной эксплуатации с ними в составе электропоезда (возможность эксплуатации с другими типами вагонов зачастую затруднена из-за специфической конструкции межвагонных сцепных устройств, переходов и электрических соединений). В составе таких электропоездов может быть либо два головных моторных силовых вагона, либо моторный головной силовой вагон с одной стороны и прицепной пассажирский головной с кабиной управления либо реже хвостовой с противоположной. Такую схему имеют многие высокоскоростные электропоезда, такие как французские TGV, немецкие ICE1/ICE2, испанские Talgo 250/350/AVRIL, итальянские ETR500, шведские X2000, американские Acela Express, корейские KTX-I и KTX-Sancheon, китайские DDJ1, DJJ1, DJJ2, CR200J и другие; аналогичную компоновку имеют узкоколейные электропоезда Новоафонской пещеры ЭП «Турист» и Эп-563.

## Головной вагон в дизель-поезде

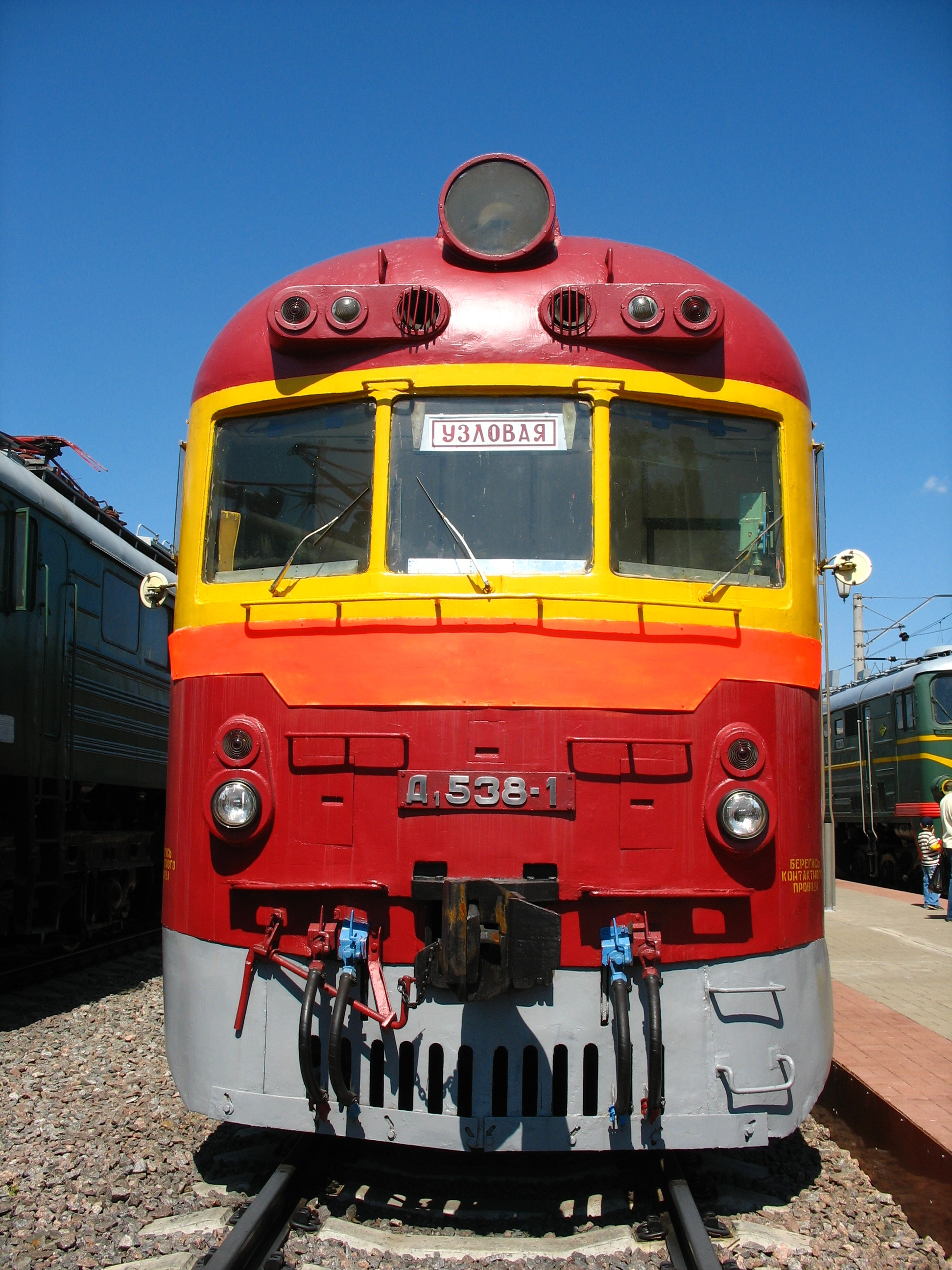
Лобовая часть головного вагона дизель-поезда Д1

В большинстве дизель-поездов с внутривагонным расположением дизеля головные вагоны как правило являются моторными (за исключением дизель-поездов с силовыми модулями). Такой вагон, кроме кабины управления, имеет дизельный отсек, где установлена силовая установка (дизель, генератор при электропередаче или насос при гидропередаче), вспомогательные агрегаты. Дизельный отсек как правило расположен позади кабины машиниста и отделён шумоизолирующими перегородками от кабины машиниста и от пассажирского салона, исключением как правило являются некоторые служебные дизель-поезда. В головных вагонах некоторых дизель-поездов имелись также отделения для перевозки почты или багажа (например Д и Д1, поставлявшихся в СССР из Венгерской народной республики) и/или служебные купе проводника, а в некоторых дизель-поездах они занимали всю заднюю часть головного вагона, и пассажирский салон в них отсутствовал (например в американских дизель-поездах Zephyr, M-10000 или немецких VT 11.5).. Пассажирский салон в головных вагонах с машинным отделением имеет значительно меньшие размеры и пассажировместимость, чем в прицепных вагонах.
В некоторых дизель-поездах силовой установкой оснащён только один головной вагон. Второй имеет лишь кабину машиниста, оборудованную всеми приборами, необходимыми для дистанционного управления силовой установкой другого головного вагона. Так, в некоторых дизель-поездах серии ДР1П постройки Рижского вагоностроительного завода третий и четвертый прицепные вагоны оборудовались кабинами дистанционного управления для возможности при необходимости эксплуатировать дизель-поезд как два самостоятельных трёхвагонных состава, работающих каждый, соответственно, на одном моторном вагоне. После распада СССР и обретения Латвией и Эстонии независимости - в связи с резким сокращением составности моторвагонных поездов внутригосударственного сообщения в Латвии и Эстонии - многие дизель-поезда семейства ДР1 были переоборудованы в трехвагонные составности с одним моторным головным вагоном и головным вагоном дистанционного управления. Работают также  четырёхвагонная и шестивагонная составности дизель-поезда с двумя моторными головными вагонами.
В дизель-поездах с подвагонным или крышевым расположением дизеля головной вагон может быть как моторным, так и немоторным. У некоторых моделей дизель-поездов с электрической передачей, например ДТ1, головные вагоны оснащены дизель-генераторами, но при этом не имеют тяговых электродвигателей, а моторными являются промежуточные вагоны. Пассажирский салон в головных вагонах без машинного отделения как правило меньше, чем в промежуточных, но в меньшей степени, чем у вагонов с машинным отделением.
Также существуют дизель-поезда локомотивной тяги с моторными силовыми вагонами локомотивного типа (тяговыми головами), которые кроме кабины машиниста имеют только машинное отделение с дизельным-двигателем и его системами и электрооборудованием. В составе таких дизель-поездов может быть либо два головных моторных силовых вагона, либо моторный головной силовой вагон с одной стороны и прицепной пассажирский головной с кабиной управления либо реже хвостовой с противоположной, при этом в составе также могут иметься бустерные промежуточные вагоны локомотивного типа (как например у американских дизель-поездов Denver Zephyr с номерами 9906 и 9907 и M-100002 — M-100006 или китайского гибридного дизель-электропоезда CR200JS-G). Технически данные вагоны представляют собой односторонние однокабинные тепловозы, но при этом они унифицированы по конструкции с вагонами и предназначены только для совместной эксплуатации с ними в составе дизель-поезда, а в некоторых случаях не могут быть расцеплены из-за наличия общих сочленённых тележек (как например у дизель-поездов Talgo XXI, M-100001 или Illinois Central 121), ввиду чего не классифицируются как отдельные локомотивы, хотя могут иметь сходное с другими тепловозами самостоятельное обозначение. Примерами таких дизель-поездов являются британские Intercity 125 (HST), у которых головные моторные вагоны классифицируются как тепловозы серии 43, или испанские Talgo XXI, у которых головные моторные вагоны имеют обозначение серии 355 в общем ряду с тепловозами, при этом вагон имеет сочленённую заднюю тележку и не может быть расцеплен от поезда. В особых в роли тяговой единицы может выступать тяговая голова электровозного типа, а дизель-генератор размещаться в отдельном прицепном вагоне, как например у испанского гибридного дизель-электропоезда Talgo 250 Dual (серия 730).

## Головной вагон в электропоезде метро

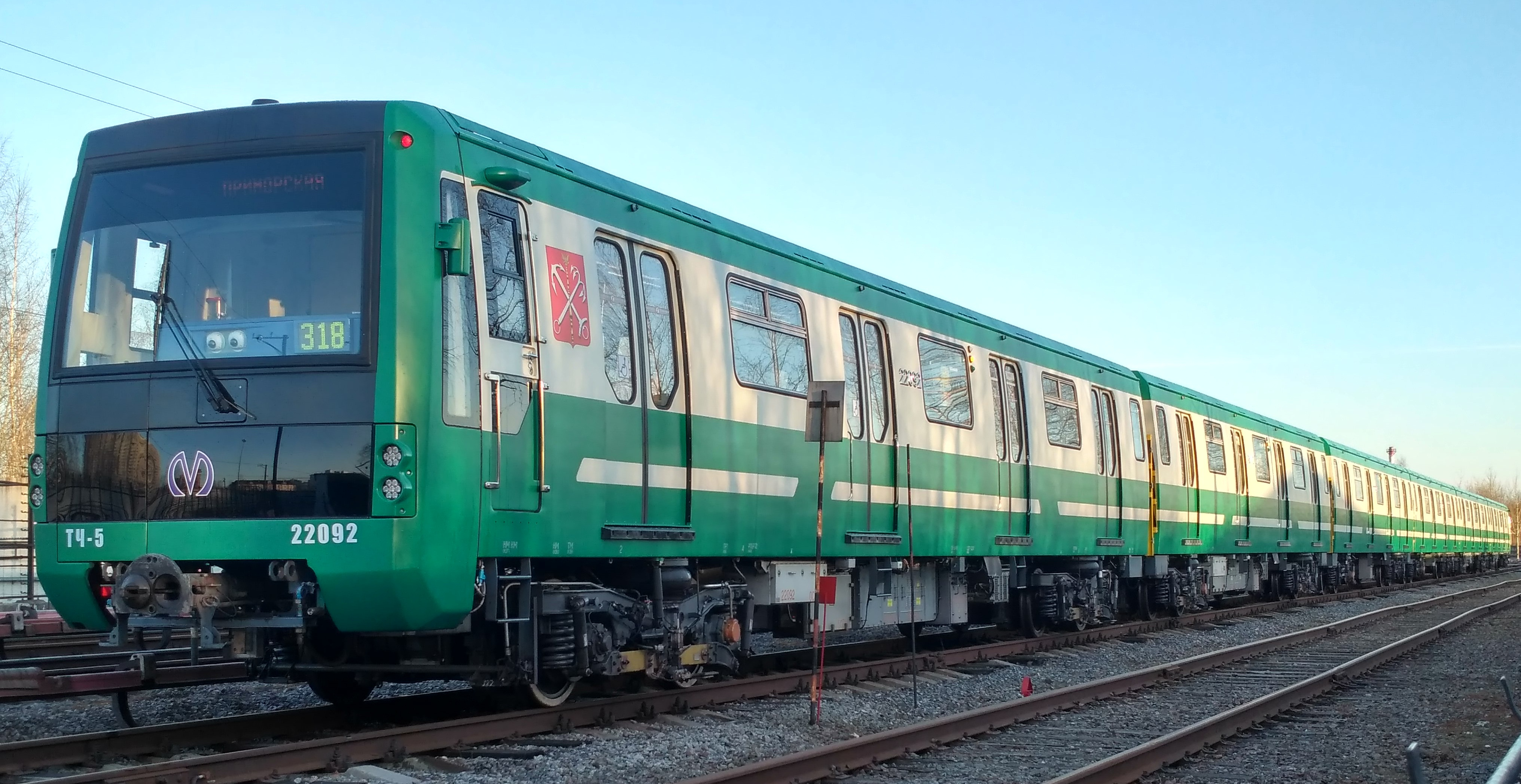
Головной вагон модели 81-722/723/724 "Юбилейный"

Принятая в СССР в конце 1930-х годов концепция метрополитена предусматривала возможность оперативного изменения составности поездов с учётом суточных колебаний пассажиропотока и т. д. Для этого все вагоны поезда метро были одинаковыми и имели по одной кабине управления и полному комплекту силового электрооборудования. Это позволяло, при необходимости, легко получать составы из любого разумного количества вагонов кратного двум (из попарно сцепленных бескабинным концом друг к другу вагонов). В таких условиях выделение головных вагонов из прочих не имело смысла.
Впоследствии эта возможность практически не была востребована при реальной эксплуатации, кабины в промежуточных вагонах поезда метро почти никогда не использовались. В связи с этим, для снижения стоимости и более эффективного использования полезного объёма кузова промежуточных вагонов кабины управления в них были ликвидированы. С этого момента первый и последний вагоны поезда метро, оснащённые кабинами управления, можно в полной мере считать головными вагонами.
Как правило, головные вагоны в метропоездах являются моторными, одно из немногих известных исключений — вагоны Е-КМ-Гб.

## Головной вагон в поезде с локомотивом

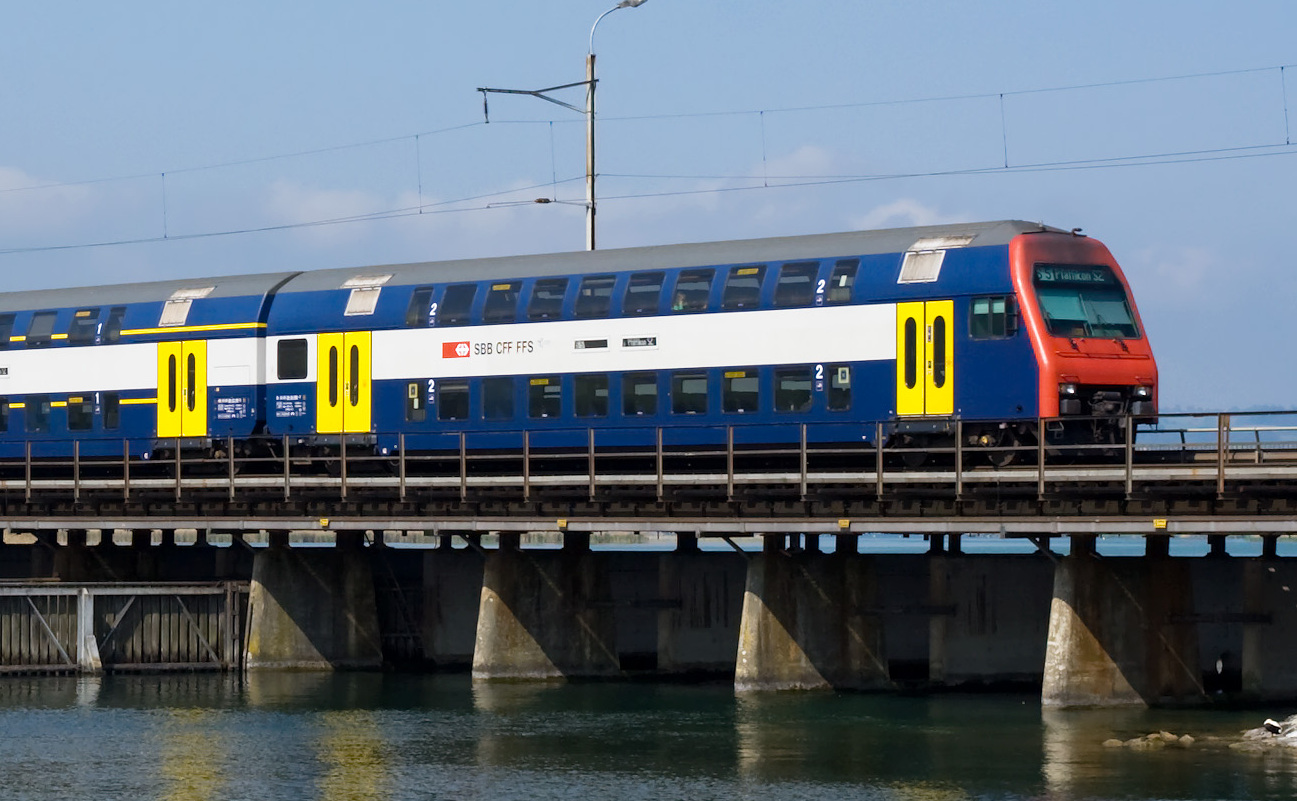
Вагон с кабиной управления

Головные вагоны также применяются в челночных поездах локомотивной тяги типа «тяни-толкай». В составе таких поездов последний вагон оборудуется кабиной управления, что позволяет поезду двигаться в любом направлении без перецепки локомотива. При этом при движении в одном из направлений локомотив тянет состав, а в другом — толкает поезд сзади, управляясь из кабины дистанционно. Изредка встречаются поезда  типа «тяни-толкай» с двумя головными вагонами и локомотивом в середине состава. Иногда головные вагоны также могут быть включены в состав в роли промежуточных, если они имеют кабели для дистанционного управления со стороны кабины, например при удлинении поезда дополнительными вагонами (включая другой головной) без переформирования основного состава.
В общем случае головной вагон в составе такого поезда может отличаться от промежуточных, но как правило такие поезда формируются из конструктивно однотипных вагонов из одной модельной линейки, включая головной. Вагоны в составе таких поездов могут быть унифицированы как с обычными вагонами пассажирских составов локомотивной тяги, так и с прицепными вагонами серийных МВПС, и в последнем случае они зачастую могут эксплуатироваться как с моторным вагоном или автомотрисой (как моторвагонный поезд), так и с локомотивом (как челночный поезд локомотивной тяги), иногда без дополнительной модернизации при использовании единого протокола управления у локомотивов и МВПС.  В некоторых поездах головной вагон помимо наличия кабины управления может выполнять специальное назначение, например применяться в роли багажного вагона (как например вагоны DVT в Великобритании) или дизель-генераторного вагона-электростанции (например у поездов железных дорог Израиля и поездов Talgo 8). 
Как правило для вождения поездов «тяни-толкай» используются обычные локомотивы, и вагоны существенно отличаются от них по дизайну и очертаниям габаритов, а головные — и по форме лобовой части кабины и конструкции пульта управления в кабине машиниста. При этом для придания единого стиля всему поезду локомотивы часто получают окраску, однотипную с окраской вагонов. Однако в некоторых случаях разрабатываются специальные головные вагоны с лобовой частью и интерьером кабины машиниста и пультом управления, унифицированными с таковыми у локомотива, чаще всего эксплуатируемого с таким поездом. Например, швейцарские одноэтажные головные вагоны Bt IC и двухэтажные IC 2000 унифицированы по форме кабины машиниста с электровозом Re 460, хотя дизайн кузова и габариты у вагонов и электровоза существенно различаются. В некоторых случаях унифицируются и очертания кузова у всех вагонов в целом: например головные вагоны Siemens семейства Viaggio Comfort (поезда Railjet), Vectrain (поезда Railjet 2 выпуска и ComfortJet) и Venturio для канадской компании VIA Rail унифицированы по конструкции лобовой части головного вагона и очертаниям габаритов с электровозами Siemens Taurus, Vectron и тепловозами Charger SCV-42 соответственно, вагоны поездов Talgo 230 (ICE L) — с электровозами класса 105 Talgo Travca, вагоны Mark 4 — c электровозами Class 91 Британских железных дорог, используемыми в составе поездов InterCity 225, а вагоны швейцарских двухэтажных поездов DPZ в высокой степени унифицированы с электровозами Re450 и оснащены автосцепками Шарфенберга, позволяющими составам DPZ эксплуатироваться по системе многих единиц.
Такие поезда широко распространены в Западной и Центральной Европе, Северной Америке, но встречаются и в некоторых других странах мира. На постсоветском пространстве данная схема используется в поездах ДРБ1, ДДБ1 в Белоруссии и ДПЛ1/ДПЛ2 на Украине, которые официально классифицируются как дизель-поезда, но строго говоря дизель-поездами не являются.